# (1370) Hella
(1370) Hella ist ein Asteroid des Hauptgürtels, der am 31. August 1935 vom deutschen Astronomen Karl Wilhelm Reinmuth in Heidelberg entdeckt wurde.
Der Asteroid ist nach der deutschen Astronomin Helene Nowacki benannt.